# 3067 Ахматова
3067 Ахматова (1982 TE2, 1938 SS, 1962 XV, 1972 XV, 1977 EV1, 1980 BE5, 3067 Akhmatova) — астероїд головного поясу, відкритий 14 жовтня 1982 року.
Тіссеранів параметр щодо Юпітера — 3,614.